# Makondo
Makondo est un village du Cameroun, le chef-lieu de l'arrondissement de Ngwei dans le département de la Sanaga-Maritime, région du Littoral au Cameroun, en pays Bassa. Il est composé de deux chefferies de 3e degré (Makondo I et Makondo II).

## Cultes
La localité est le siège de la paroisse catholique Saint Joseph de Makondo rattachée à la zone pastorale de Ngwei du diocèse d'Edéa.

## Transports
La localité est desservie par une gare du Transcamerounais.